# Oxford Instruments
Pour les articles homonymes, voir Oxford (homonymie).
Oxford Instruments PLC est un fabricant britannique d'équipement et de conception d'équipement et de technologies industriels et pour la recherche, basé à Abingdon-on-Thames, dans l'Oxfordshire. Ils opèrent aussi à travers l'Europe, aux États-Unis, en Chine et au Japon. Elle est cotée à la bourse de Londres et fait partie du FTSE 250. 

## Histoire

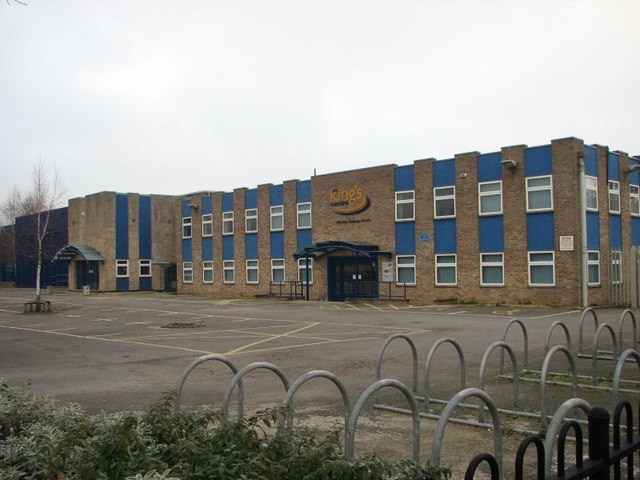
L'ancienne usine d'Oxford, maintenant convertie en église.

Oxford Instruments est fondé en 1959 par sir Martin Wood (en), avec l'aide de sa femme lady Audrey Wood,. Oxford est créé avec pour premier but de fabriquer des aimants supraconducteurs pour la recherche scientifique. Le premier lieu de manufacture utilisé est sa remise de jardin, dans sa maison de la Northmoor Road (en) à Oxford. Leur entreprise grandit rapidement et ils réussissent à entrer à la bourse de Londres en 1983. 
Ils jouent un rôle primordial dans le développement de l'imagerie par résonance magnétique, en ayant été les premiers à fournir des aimants supraconducteurs pour la technique médicale. Ils conçoivent et commercialisent le premier scanneur corporel (en) à usage commercial dans leur usine d'Osney Mead (en) en 1980, qui est installé pour la première fois à l'Hôpital Hammersmith de Londres. Ils développent de nombreuses autres innovations, comme dans le blindage actif, en permettant d'éliminer les champs d'interférences dangereux pour les porteurs de stimulateurs cardiaques.  